# Konstanty Borozdin
Konstanty Borozdin (ur. 31 maja 1897 we Wiaźnikach, gub. włodzimierska, zm. wiosną 1940 w Katyniu) – major uzbrojenia inżynier Wojska Polskiego, ofiara zbrodni katyńskiej.

## Życiorys
Urodził się w rodzinie Jana i Marii z d. Makarów. Absolwent Wydziału Mechanicznego Politechniki Lwowskiej, uzyskał tytuł inżyniera. Był wyznania prawosławnego . Od 19 sierpnia 1916 do 12 kwietnia 1917, w stopniu chorążego, służył w rosyjskim 66 Zapasowym Pułku Piechoty .
Uczestnik wojny 1918–1921. Po zakończeniu działań wojennych pozostał w wojsku. W 1924 w kadrze 30 pułku artylerii polowej – odkomenderowany na studia na Politechnikę Lwowską. W sierpniu 1924 został przeniesiony z korpusu oficerów artylerii do korpusu oficerów uzbrojenia z równoczesnym wcieleniem do Okręgowego Zakładu Uzbrojenia Nr VII i przydziałem do Zbrojowni nr 3 w Poznaniu na stanowisko kierownika warsztatu mechanicznego. 1 grudnia 1924 został mianowany kapitanem ze starszeństwem z dniem 15 sierpnia 1924 i 19. lokatą w korpusie oficerów artylerii. W 1932 w Departamencie Wojskowym Ministerstwa Przemysłu i Handlu, następnie w Instytucie Badań Materiałów Uzbrojenia. 27 czerwca 1935  awansował na majora ze starszeństwem z dniem 1 stycznia 1935 i 7. lokatą w korpusie oficerów uzbrojenia. Od 1938 był w komitecie redakcyjnym Przeglądu Wojsk Pancernych. W marcu 1939 pełnił służbę w Instytucie Technicznym Uzbrojenia na stanowisku kierownika referatu broni maszynowej Oddziału Broni Małokalibrowej.
W czasie kampanii wrześniowej 1939, po agresji ZSRR na Polskę, w nieznanych okolicznościach wzięty do niewoli sowieckiej. Osadzono go w obozie jenieckim w Kozielsku. Między 7 a 9 kwietnia 1940 przekazany do dyspozycji naczelnika smoleńskiego obwodu NKWD – lista wywózkowa 015/2 z 5 kwietnia 1940. Między 9 a 11 kwietnia 1940 został zamordowany w Katyniu przez funkcjonariuszy Obwodowego Zarządu NKWD w Smoleńsku oraz pracowników NKWD przybyłych z Moskwy na mocy decyzji Biura Politycznego KC WKP(b) z 5 marca 1940. Ofiary tej zbrodni grzebano w bezimiennych mogiłach zbiorowych, gdzie od 28 lipca 2000 mieści się oficjalnie Polski Cmentarz Wojenny w Katyniu. W miejscu tym prowadzone były ekshumacje i prace archeologiczne. W 1943 jego ciało zostało zidentyfikowane w toku ekshumacji nadzorowanych przez Niemców pod numerem 3410 – dosł. określony jako Borozdin Konstantyn. Przy zwłokach Konstantego Borozdina zostały odnalezione: leg. ofic., listy oraz pocztówki. Figuruje na liście Komisji Technicznej PCK pod numerem 03410, gdzie opisano go jako „nierozpoznany – imię Konstanty".

### Życie prywatne
Konstanty Borozdin był żonaty z Ireną z Welerów, z którą miał dwóch synów.

## Ordery i odznaczenia
- Krzyż Walecznych[19][1]
- Medal Niepodległości[19]
- Medal Międzysojuszniczy „Médaille Interalliée”[20]

## Upamiętnienie
5 października 2007 minister obrony narodowej Aleksander Szczygło mianował go pośmiertnie na stopień podpułkownika. Awans został ogłoszony 9 listopada 2007 w Warszawie, w trakcie uroczystości „Katyń Pamiętamy – Uczcijmy Pamięć Bohaterów”.
Został uhonorowany Dębem Pamięci posadzonym przez Starostwo Powiatowe w Łasku, w ramach akcji „Katyń... pamiętamy” / „Katyń... Ocalić od zapomnienia”.